# Hervormde kerk (Wouterswoude)
De Hervormde kerk is een kerkgebouw in Wouterswoude in de Nederlandse provincie Friesland. Het gebouw is in gebruik door de plaatselijke hervormde gemeente.

## Beschrijving
De driezijdig gesloten zaalkerk werd in 1805 gebouwd. De vlakopgaande toren met tentdak dateert uit de 17e eeuw. Het orgel uit 1894 is gebouwd door Bakker & Timmenga.

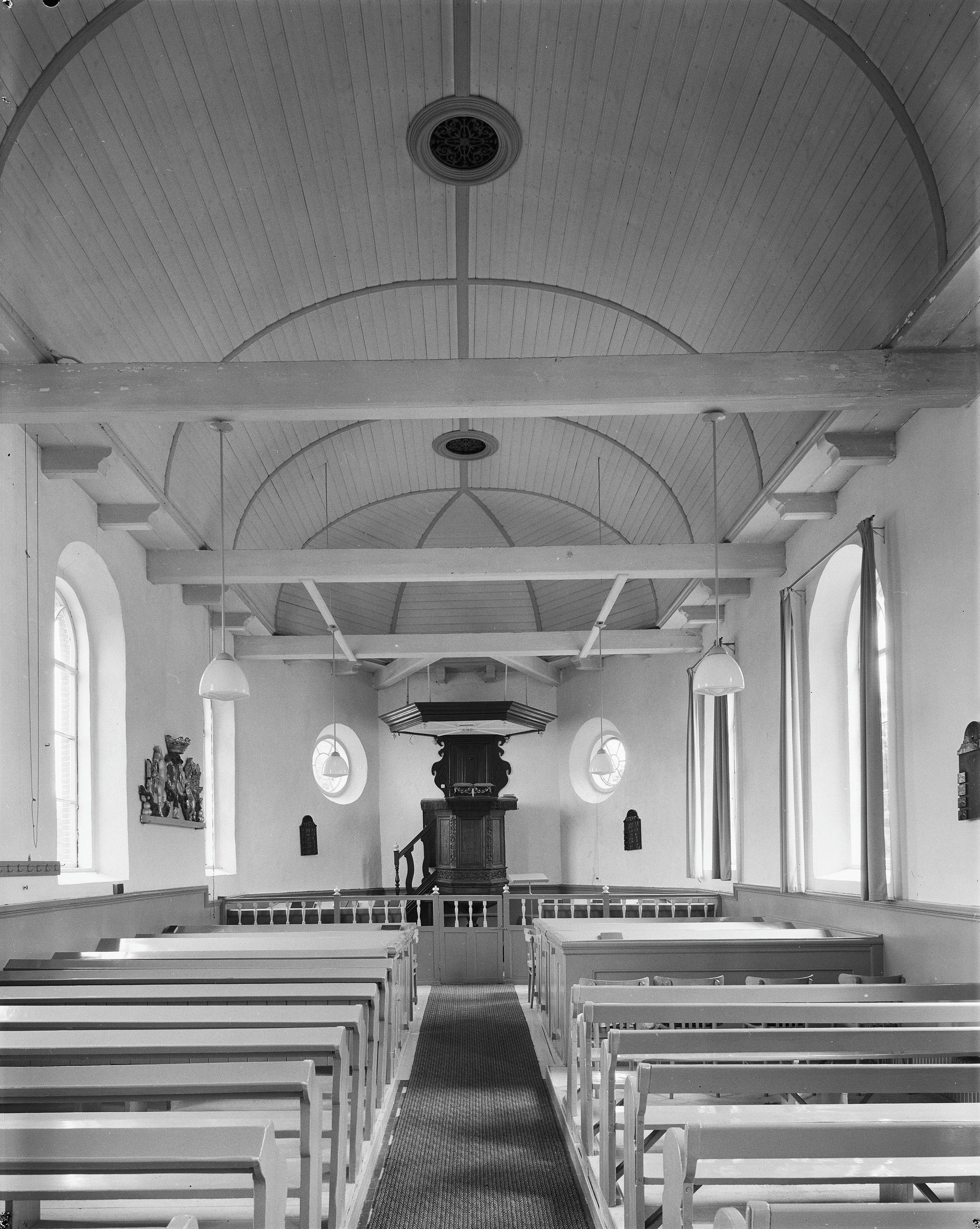
Interieur met preekstoel
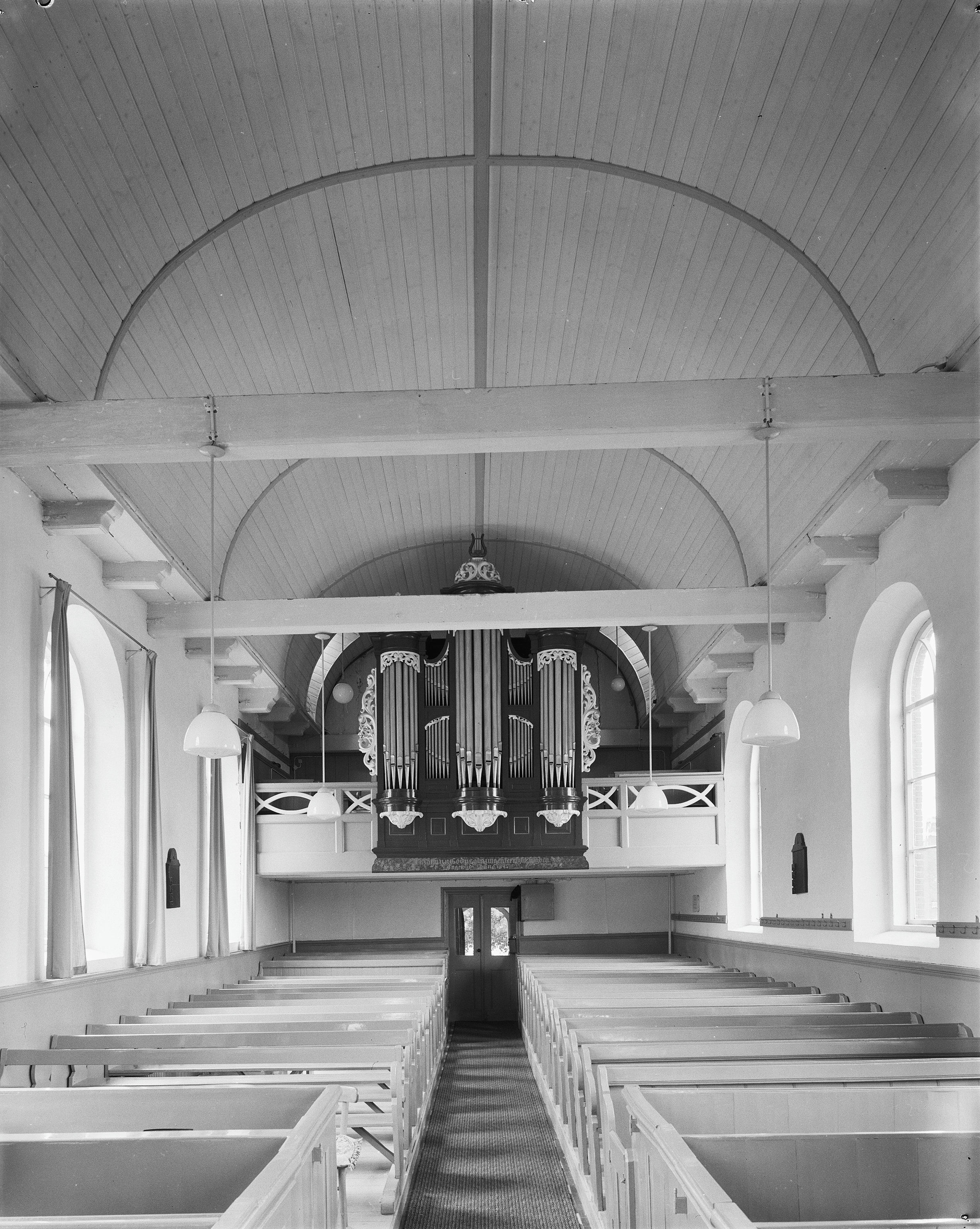
Interieur met orgel (1974)